# WRodzinie

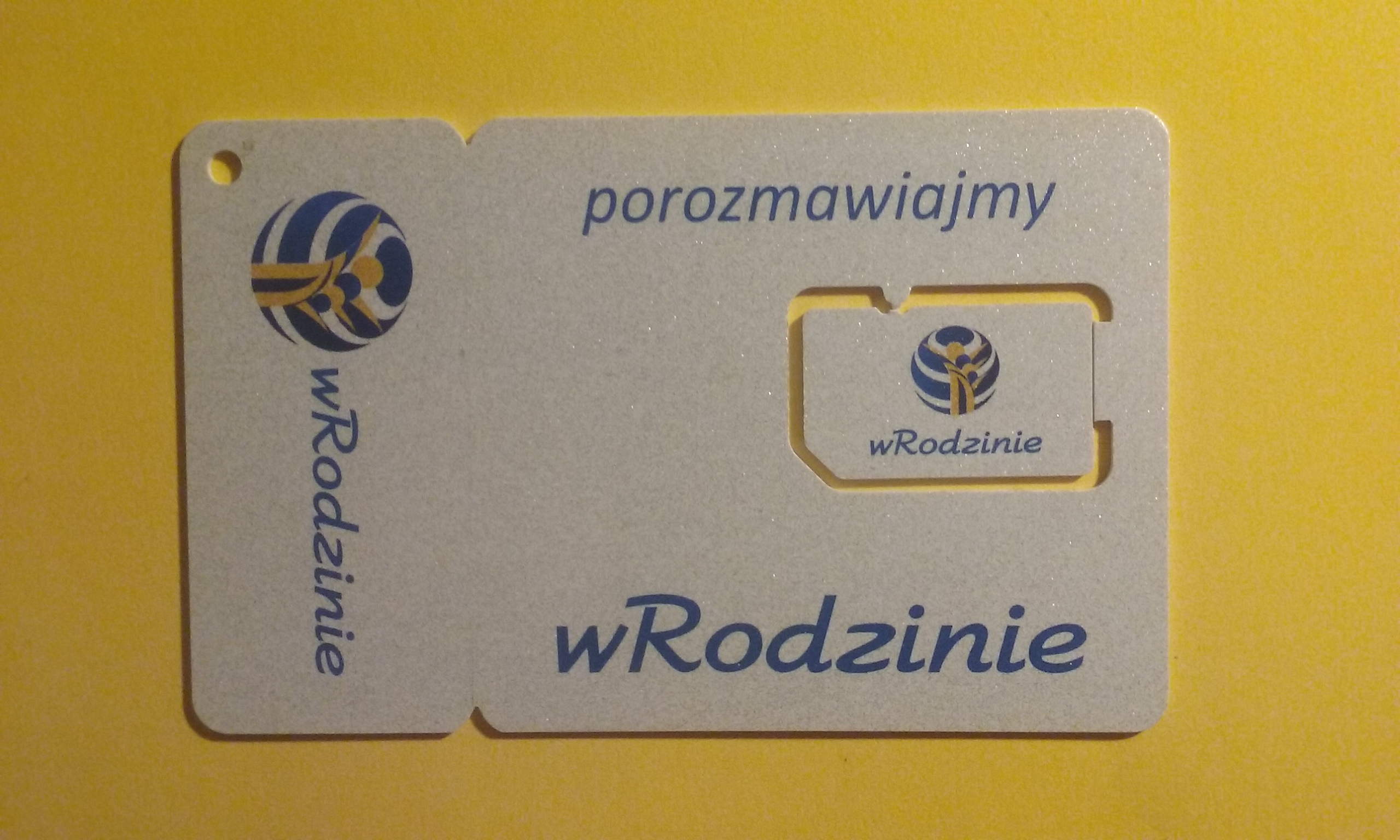
Karta SIM wRodzinie

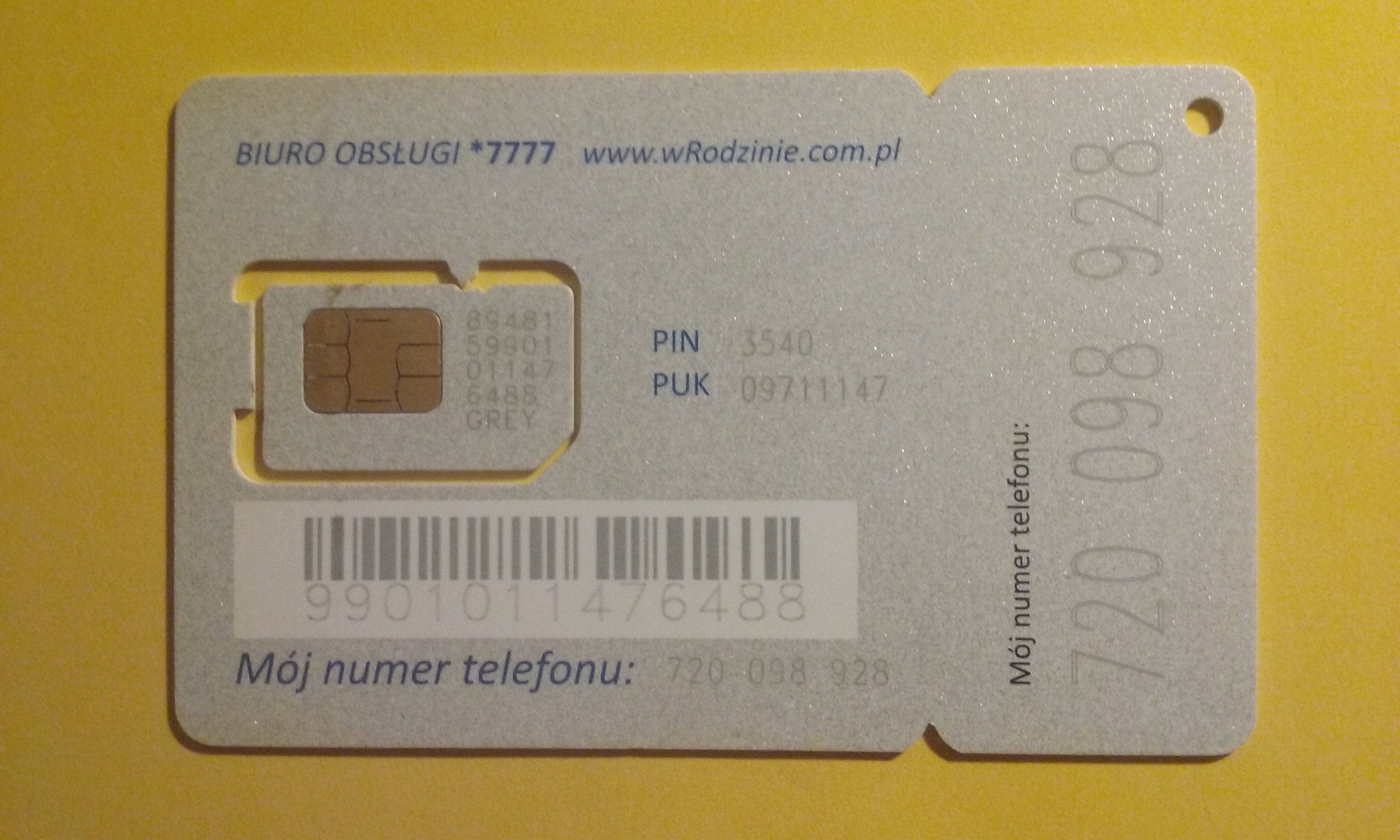
Karta SIM wRodzinie (rewers)

wRodzinie – marka usług telefonii komórkowej działająca w systemie pre-paid, świadczonych przez Polkomtela, a wcześniej przez Aero2 Sp. z o.o. i CenterNet S.A.
Obecnie, usługi sieci wRodzinie świadczone są tylko dla dotychczasowych klientów. Dostępność dla nowych klientów i sprzedaż starterów zostały wstrzymana w 2021 roku.

## Historia
- W czerwcu 2009 operator podpisał umowę z Fundacją Lux Veritatis o utworzeniu sieci komórkowej o nazwie wRodzinie przeznaczonej głównie dla osób starszych oraz słuchaczy Radia Maryja i widzów Telewizji Trwam. W ofercie zapewnione były bezpłatne połączenia do studia mediów toruńskich[2].
- Pod koniec 2010 CenterNet S.A. zakończył współpracę z Fundacją Lux Veritatis należącej do zakonu redemptorystów.
- Od 3 grudnia 2011 Fundacja Lux Veritatis wspiera projekt telefonii wnaszejRodzinie, natomiast spółka CenterNet S.A. prowadzi projekt wRodzinie samodzielnie. Zarząd Spółki podjął decyzję o kontynuowaniu dotychczasowej polityki pozyskiwania nowych użytkowników, a także o konieczności przeprowadzenia szeregu działań marketingowych i edukacyjnych, skierowanych do osób dojrzałych.
- 10 czerwca 2011 CenterNet S.A., operator sieci wRodzinie, jako pierwszy podmiot w Polsce, otrzymał Certyfikat Seniora, przyznany przez prezesa Urzędu Komunikacji Elektronicznej (UKE), Annę Streżyńską[3].
- W grudniu 2011 sieć telefonii komórkowej wRodzinie pozyskała 165 tys. użytkowników[4].
- Pod koniec 2012 w sieci aktywnych było 189 tys. kart SIM. Jednocześnie przedstawiciele grupy Midas (właściciela firmy CenterNet) potwierdzili, że sieć wRodzinie jest rentowna[5].
- Od 1 stycznia 2015 operatorem sieci wRodzinie jest Aero2 Sp. z o.o. Operator jest powiązany kapitałowo z siecią Plus[6][7]
- Podobnie jak i w przypadku sieci Aero2, operatorem sieci wRodzinie od 30 listopada 2021 jest Polkomtel Sp. z o.o. Ma to związek z fuzją spółek[8].